# Хацусімо (1934)
Хацусімо (Hatsushimo, яп. 初霜) — ескадрений міноносець Імперського флоту Японії, який брав участь у Другій світовій війні.
Корабель став четвертим серед есмінців типу «Хацухару», який спорудили у 1934 році на верфі Uraga Dock.
На момент вступу Японії до Другої світової війни «Хацусімо» належав до 21-ї дивізії ескадрених міноносців, яка за планами японського командування певний час мала залишатись у водах метрополії. 7 грудня 1941-го «Хацусімо» разом з іншими есмінцями вийшов із Внутрішнього Японського моря до островів Огасавара для супроводу великого з'єднання лінкорів. Останнє в разі потреби мало надати допомогу ударному авіаносному з'єднанню («Кідо Бутай»), яке поверталось після удару по Перл-Гарбору. Втім, японські авіаносці ніхто не переслідував і 13 грудня лінкори повернулись до Куре. А з 18 по 23 грудня «Хацусімо» виходив у море для зустрічі та супроводу самого «Кідо Бутай».
За місяць 21-шу дивізію вирішили залучити до наступу на схід Нідерландської Ост-Індії. 14—22 січня 1942-го «Хацусімо» та 3 інші есмінці ескортували танкерний конвой з Токуями (Токійська затока) до Давао на південному узбережжі філіппінського острова Мінданао (тут японці висадились ще 20 грудня 1941-го). Невдовзі дивізія Хацухару вийшла для підсилення загону, що провадив десантну операцію в Кендарі на південно-східному півострові Целебесу. Десантування тут успішно провели в перші години 24 січня, а 21-ша дивізія прибула сюди лише вранці 25 січня.
6 лютого 1942-го «Хацусімо» вийшов із затоки Старінг-Бей (поблизу Кендарі) із завданням супроводити транспорти з десантом для висадки в Макассарі на південно-західному півострові Целебеса (всього загін охорони включав 11 есмінців та легкий крейсер). Висадка в Макассарі успішно відбулася в ніч проти 9 лютого.
18 лютого 1942-го «Хацусімо» та 2 есмінці й легкий крейсер «Нагара» вийшли з Макассару, забезпечуючи дистанційне прикриття загону, який мав висадити десант на острові Балі. У ніч проти 19 лютого відбулась вдала висадка на південному сході острова, проте вдень ворожа авіація змогла уразити один з транспортів, що затримало запланований відхід. Як наслідок, у ніч проти 20 лютого есмінці десантного загону були вимушені вступити в бій з кораблями союзників, які прибули до Балі (зіткнення відоме як бій у протоці Бадунг). Загін прикриття рушив на допомогу, проте не встиг прибути до завершення бою. Після цього два есмінці узялись за супроводження пошкоджених кораблів десантного загону, а «Хацусімо» залишився з «Нагара». У підсумку всім кораблям вдалось дійти до Макассару.
Наприкінці лютого підійшла до кульмінації операція з висадки десанту на сході головного острова Нідерландської Ост-Індії Яви, при цьому 21-ша дивізія залишалась у резерві. 27—28 лютого основне японське з'єднання виграло битву в Яванському морі, після чого 28 лютого — 1 березня «Хацусімо» та інші есмінці його підрозділу безрезультатно провадили у протоці Балі пошук ворожих есмінців, які могли спробувати покинути Яванське море. Водночас «Хацусімо» разом з есмінцем «Вакаба» потопив якесь нідерландське торгове судно. 16—25 березня Хацусімо пройшов з Макассару до Сасебо (обернене до Східнокитайського моря узбережжя острова Кюсю), де став на ремонт.
29 травня 1942-го «Хацусімо» разом з 3 іншими есмінцями та легким крейсером вийшли з Омінато (база ВМФ на північному завершенні Хонсю) в межах операції по вторгненню на Алеути. Цього разу есмінець належав до загону висадки на острові Атту, який також включав переобладнаний мінний загороджувач та транспорт. 7 червня провели десантування, яке не зустріло жодного спротиву через відсутність на острові гарнізону. Після цього «Хацусімо» узявся за патрулювання в районі Атту, а з 1 по 16 липня патрулював в районі іншого алеутського острова Киска (тут японці висадились так само 7 червня). 18 липня «Хацусімо» прибув до Шумшу (Курильські острови), а з 23 липня до 2 серпня проходив доковий ремонт у Йокосуці.
2—6 серпня 1942-го «Хацусімо» пройшов до Омінато, після чого до кінця року ніс службу в північній зоні. У цей період корабель неодноразово залучали до транспортних місій — з 10 по 19 вересня (рейс з курильського острова Парамушир до Атту та Киски), з 27 по 30 жовтня (похід з Парамуширу до Атту разом з 3 легкими крейсерами та ще одним есмінцем), з 7 по 10 листопада (рейс з Шумшу до Киски разом зі ще одним есмінцем), з 23 по 25 грудня (похід з Парамуширу до Атту). Також в період з 24 листопада по 2 грудня «Хацусімо» виходив з Парамуширу для супроводу конвою, проте операція у підсумку була скасована і конвой прибув на Шумшу.
З 6 січня 1943-го «Хацусімо» проходив ремонт у Сасебо, під час якого також замінили застарілу 40-мм гармату на спарену установку 25-мм зенітних автоматів. 31 січня — 4 лютого есмінець супроводив конвой з Сасебо на Парамушир, після чого продовжив службу у північній зоні. З 13 по 22 лютого «Хацусімо» та ще один есмінець виходили для прикриття транспортного загону, який складався з легкого крейсера та транспорту, що 20 лютого успішно розвантажились на Кисці. З 7 по 13 березня «Хацусімо» разом з 5 іншими есмінцями супроводжували 2 важкі та 2 легкі крейсери, які прикривали легкий крейсер та два транспорти, що 10 березня доставили припаси на Атту. 23 березня «Хацусімо» у складі того ж загону прикриття вийшов у море для охорони трьох транспортів, які прямували на Атту. Рейс був перерваний зіткненням 26 березня з американським з'єднанням біля Командорських островів, яке призвело до кількагодинного бою, під час якого «Хацусімо» провів безрезультатну торпедну атаку. У підсумку операцію скасували і японський загін за кілька діб повернувся на Парамушир. 31 березня — 3 квітня «Хацусімо» разом зі ще щонайменше одним есмінцем супроводжував два важкі крейсери, які прямували з Парамуширу до Йокосуки для ремонту після завданих їм у бою біля Командорських островів пошкоджень, і відтак і сам став на ремонт.
11 травня 1943-го «Хацусімо» полишив Йокосуку та узявся за патрульно-ескортну службу у північній зоні. У липні корабель залучили до операції з евакуації гарнізону Киски. З 7 по 17 липня призначений для цього загін (який в цілому нараховував 2 легкі крейсери та 11 есмінців) перебував у морі, проте не зміг виконати завдання через погану погоду. 22 липня той же загін здійснив розпочав другу спробу. 26 липня есмінець «Вакаба» невдало повернув та зіткнувся з «Хацусімо», після чого останній збило з курсу, що призвело до ще одного зіткнення з есмінцем «Наганамі». Втім, якщо «Вакаба» довелось відіслати назад на Парамушир, то «Хацусімо» зміг продовжити брати участь у виконанні завдання, хоча тепер він лише ескортував танкер «Ніппон-Мару». 29 липня вдалось зняти з Киски гарнізон та доставити його на Курильські острови, куди 1 серпня прибув і «Хацусімо».
З 5 вересня по 5 жовтня 1943-го «Хацусімо» пройшов черговий ремонт у Йокосуді, при цьому одну з установок головного калібру демонтували, натомість додали одну строєну та одну спарену установки 25-мм зенітних автоматів.
По завершенні ремонту Хацсімо узявся за ескортну службу. З 11 жовтня по 5 листопада 1943-го разом зі ще одним есмінцем він супроводив з Японії до Сінгапуру та назад легкий авіаносець «Рюхо», а 24 листопада — 10 грудня разом зі ще двома есмінцями ескортував авіаносець «Хійо» за маршрутом Куре — Маніла — Сінгапур — Таракан (центр нафтовидобутку на східному узбережжі острова Борнео) — Палау (західні Каролінські острови) — атол Трук (на Труці, розташованому у центральній частині Каролінських островів, ще до війни створили головну базу японського флоту у Океанії, з якої, зокрема, велась підтримка операцій на Соломонових островах). 24—29 грудня «Хацухару» та ті ж есмінці супроводили легкий авіаносець «Дзуйхо» та ескортний авіаносець «Унйо» з Труку до Йокосуки.
4—9 січня 1944-го «Хацусімо» разом зі ще чотирма есмінцями ескортував з Йокосуки на Трук ті самі легкий та ескортний авіаносці, а також важкий крейсер. 18 січня разом з трьома іншими есмінцями та легким крейсером Хацухару вирушив у зворотний рейс із авіаносцями. 19 січня в районі Маріанських островів «Унйо» був торпедований підводним човном, після чого відокремився під охороною двох есмінців (одним з них був «Хацусімо») і крейсера та 20 числа прибув до острова Сайпан. Інші кораблі ескорту рушили до Японії, тоді як Хацухару залишився поряд з «Унйо», який через свої розміри навіть не міг увійти до місцевої гавані. По завершенні аварійного ремонту «Унйо» 27 січня продовжив свій шлях до Японії, при цьому його окрім «Хацусімо» супроводжували ще 3 есмінці (надалі склад охорони змінювався). 4 лютого на підході до Японії «Унйо» потрапив у сильний шторм та зазнав додаткових пошкоджень, а 5 лютого «Хацусімо» відокремився від повільного загону (при виході з Сайпану авіаносець не міг видавати більш як 12 вузлів) та попрямував уперед до Йокосуки для дозаправки. Втім, 7 лютого він повернувся та продовжив ескортувати пошкоджений корабель, який 8 лютого нарешті прибув до Йокосуки.
20 лютого — 4 березня 1944-го «Хацусімо» разом зі ще одним есмінцем супроводжував легкий авіаносець «Тітосе» до Сайпану, а потім назад у Японію. 29 березня — 7 квітня «Хацусімо» супроводив ще один легкий авіаносець — цього разу «Рюхо» — з Японії на Гуам (Маріанські острови) і назад. З 14 квітня по 19 травня 1944-го «Хацусімо» пройшов ремонт у Сасебо, під час якого також підсилили зенітне озброєння двома одиночними установками 25-мм зенітних автоматів.
6—11 червня 1944-го «Хацусімо» ескортував танкер «Хаясуї» з Сасебо до Давао. На той час японське командування очікувало неминучої ворожої атаки на головний оборонний периметр імперії (Маріанські острови, Палау на заході Каролінських островів, західне завершення Нової Гвінеї), а тому перебазувало на південь Філіппін головні сили флоту, для забезпечення яких потрібні були й судна постачання. 12 червня 1944-го американці розпочали операцію по оволодінню Маріанськими островами і японський флот вийшов для контратаки, при цьому «Хацусімо» та ще 3 есмінці супроводжували загін постачання із 4 танкерів. У битві 19—20 червня у Філіппінському морі японці зазнали важкої поразки та відступили. 23 червня 1943-го «Хацусімо» прибув до острова Гімаррас (центральна частина Філіппінського архіпелагу), а з 26 червня по 2 липня разом зі ще 2 есмінцями супроводжував танкерний конвой до Куре.
6—12 липня 1944-го «Хацусімо» супроводив з Кюсю до Такао (наразі Гаосюн на Тайвані) конвой MOMA-02. Далі есмінець перейшов до Маніли, а з 25 липня по 4 серпня ескортував звідси до японського порту Моджі конвой MAMO-01. Після цього корабель пройшов у Куре короткочасний ремонт та отримав при цьому 8 додаткових одиночних установок 25-мм зенітних автоматів. З 15 серпня по 4 вересня «Хацусімо» знову здійснив рейс із конвоями через Формозу до Маніли та назад.
З 12 по 16 жовтня 1944-го американське авіаносне з'єднання завдало серії ударів по острову Формоза (Тайвань). На тлі занадто оптимістичних доповідей про результати зворотних дій японське командування вислало 15 жовтня у море загін адмірала Сіми, який мав нанести удар по послабленому (як вважалось) американському флоту. До нього увійшли 2 важкі крейсери під охороною легкого крейсера та 7 есмінців, одним з яких був Хацусіма. 16 жовтня вони прибули до острова Амаміосіма (центральна група архіпелагу Рюкю), а 18—20 жовтня пройшли звідси до Мако (база на Пескадорських островах у південній частині Тайванської протоки). На цьому шляху японський загін, на своє щастя, не зустрів надводних сил ворога та не постраждав від американських підводних човнів, що чотири рази виявляли його, проте так і не змогли зайняти положення для атаки.
21—23 жовтня 1944-го Хацусіма разом із 2 іншими есмінцями своєї дивізії пройшов з Такао (наразі Гаосюн на Тайвані) до Маніли для доставки туди наземного персоналу авіації. Цей рейс відбувався на тлі початку десантної операції союзників на Філіппінах і головні сили японського флоту вже рухались з району Сінгапуру в межах плану контратаки. 24 жовтня загін «Хацусімо» вийшов з Маніли, щоб знову приєднатись до адмірала Сіми, який отримав завдання підсилити угруповання адмірала Нісімури (мало пройти через південну частину внутрішніх морів Філіппін та відволікти увагу від головних сил, які перетинали внутрішні моря північніше). Того ж 24 жовтня в морі Сулу біля західного узбережжя острова Панай ворожі літаки потопили один з есмінців — «Вакаба», після чого «Хацусімо» разом з іншим есмінцем взяв участь у порятунку вцілілих, а потім повернувся до Маніли.
Тим часом головні сили японського флоту зазнали поразки у вирішальній битві й відступили. Невдовзі «Хацусімо» залучили до транспортної операції TA, метою якої була доставка підкріплень на Лейте до затоки Ормок. 1 листопада 1944-го «Хацусімо» та ще 5 есмінців вирушили з Маніли у складі основного, третього ешелону конвою TA-2. 3 листопада, вже на зворотному шляху, «Хацусімо» та ще один есмінець відділились, щоб охороняти швидкісний транспорт T.9 (із другого ешелону), який вів на буксирі пошкоджений швидкісний транспорт T.131 (із першого ешелону).
13 листопада 1944-го «Хацусімо» полишив Манілу та рушив у район островів Спратлі, де перебували значні сили флоту, виведені з Брунею через побоювання щодо можливого повітряного рейду проти цієї бази. В подальшому японські кораблі рушили від Спратлі в район Сінгапуру і 22 листопада «Хацусімо» прибув до якірної стоянки Лінгга.
З 29 листопада по 5 грудня 1944-го «Хацусімо» та ще один есмінець ескортували з Сінгапуру до Мако лінкор «Харуна», який командування вирішило перевести до Японії (за два тижні до того з Брунею вже вирушили до метрополії 3 інші лінкори). Після цього ті ж есмінці супроводили конвой з Мако до бухти Камрань (центральна частина узбережжя В'єтнаму), куди прибули 10 грудня. 18 грудня есмінці полишили Камрань та попрямували на допомогу важкому крейсеру «Мьоко», який ще 13 грудня був уражений торпедою з підводного човна в районі мису Камау (південне завершення В'єтнаму) та прямував на буксирі у Сінгапур. Важкий шторм ускладнював операцію, проте 25 грудня «Мьоко» все-таки довели до Сінгапуру.
У лютому 1945-го «Хацусімо» разом з 2 іншими есмінцями залучили до операції з переходу до Японії 2 лінкорів-авіаносців (останніх лінкорів, які японське командування виводило з Південно-Східної Азії). 10 лютого загін почав перехід, ввечері 15 лютого досягнув островів Мацзу біля узбережжя материкового Китаю в північній частині Тайванської протоки, а за кілька годин рушив далі. Ввечері 16 числа кораблі були на островах Чжоушань поблизу Шанхаю, звідки рушили далі лише вранці 18 лютого і того ж дня досягли району Сачхона на півдні Корейського півострова. 19—20 лютого загін здійснив завершальний перехід до Куре. Під час переходу його зустріли 1 британський та 4 американських підводних човни, деякі з них провели торпедні атаки, проте не досягнули успіху.
Майже до кінця березня 1945-го «Хацусімо» проходив черговий ремонт у Куре, під час якого отримав ще 5 додаткових одиночних установок 25-мм зенітних автоматів.
6 квітня 1945-го «Хацусімо» разом зі ще 7 есмінцями та легким крейсером вийшов для ескорту лінкора «Ямато», що вирушив у самогубчу місію проти союзного флоту, який розпочав операцію на Окінаві. 7 квітня більшість загону разом з «Ямато» загинула від потужних атак авіації, втім, «Хацусімо» вцілів та навіть не був пошкоджений і зміг зайнятись порятунком вцілілих з «Ямато», крейсера «Яхагі» та есмінця «Хамакадзе».
З середини квітня 1945-го «Хацусімо» діяв в районі Майдзуру (обернене до Японського моря узбережжя острова Хонсю), при цьому спершу він ніс сторожову службу, а з середини червня був приписаний як навчальне судно до школи артилеристів у затоці Міяцу.
30 липня 1945-го по Міяцу завдали удару літаки ворожого авіаносного з'єднання. Під час ухилення від їхніх атак «Хацусімо» підірвався на міні та затонув, загинуло 17 членів екіпажу (можливо відзначити, що «Хацусімо» став останнім японським есмінцем, який загинув у Другій світовій війні).